# S層

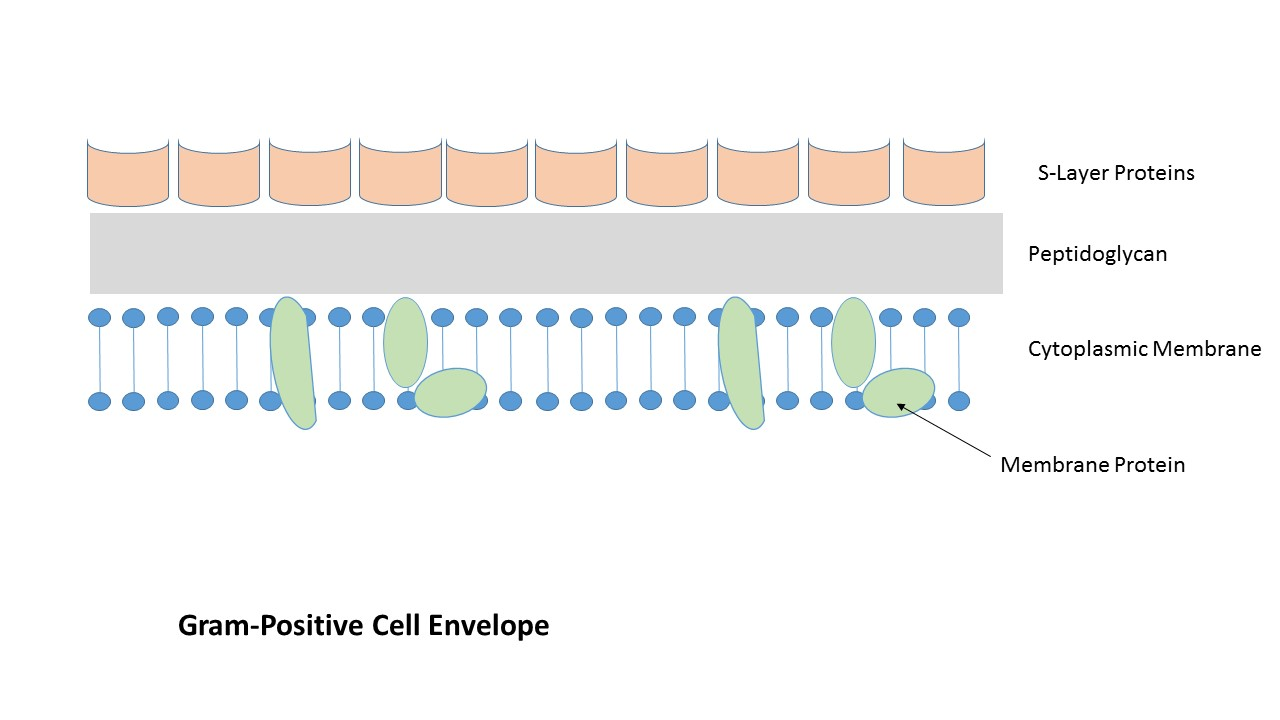
革蘭氏陽性菌的細菌包被，最上方爲S層

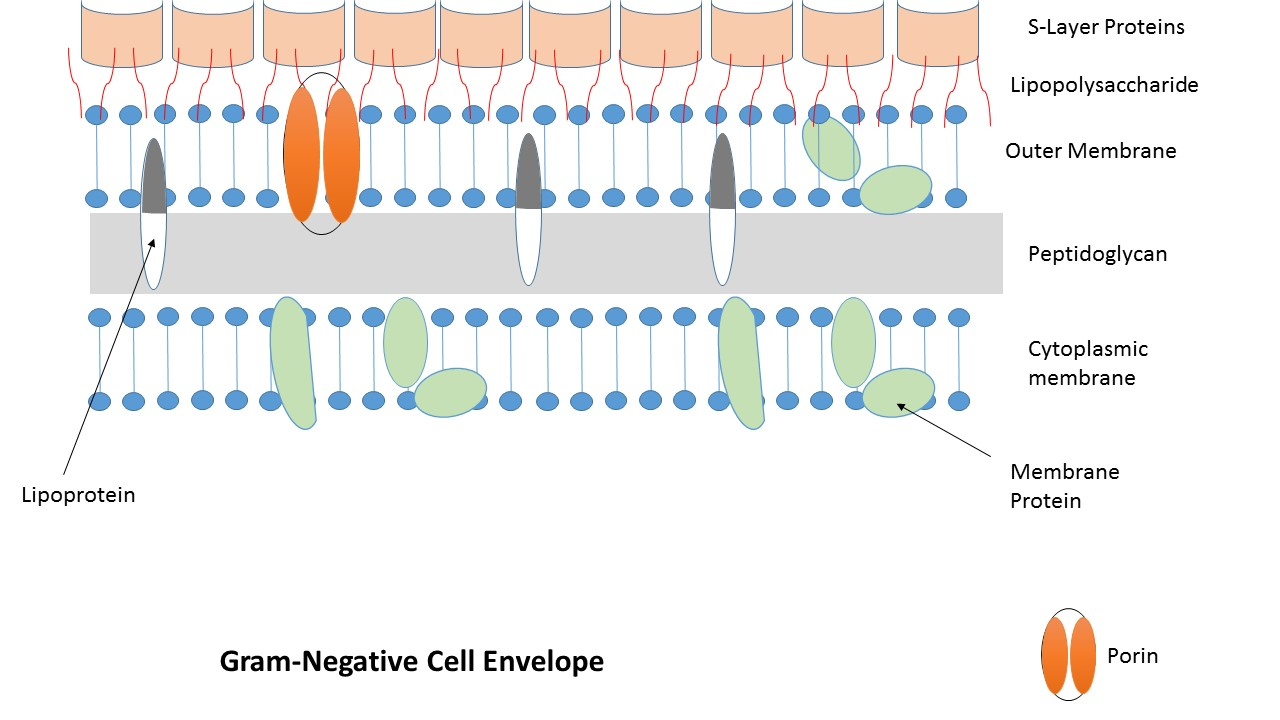
革蘭氏陰性菌的細菌包被，最上方爲S層

S層（S-layer, surface layer）是存在於幾乎所有古菌和許多類型的細菌細胞包被的一部分。S層由糖蛋白或蛋白質鋪成的單分子層組成。S層通過分子的自組裝形成，會覆蓋整個細胞表面。因此，S層的蛋白數目可以達到一個細胞蛋白質總數的10%-15%。S層蛋白在進化上保守性非常低，甚至可以用來分辨親緣關係近的物種。隨物種不同，S層的厚度可從5到25納米不等，且擁有直徑從2納米到8納米不等的孔道。
"S層"一詞於1976年首次使用。 1984 年，「第一屆國際結晶細菌細胞表面層研討會，維也納（奧地利）」接受了普遍使用，並於1987 年在欧洲分子生物学组织「結晶細菌細胞表面層研討會」上定義了"S層"。有關"S層"研究歷史的簡要總結，請參閱「參考文獻」。